# Андерс Кнутсон Ангстрем
Андерс Кнутсон Ангстрем (швед. Anders Knutsson Ångström; 1888–1981) — шведський фізик і метеоролог. Відоміший внеском у вивчення атмосферної радіації. Однак його наукові інтереси охоплювали багато різноманітних тем.
Він був сином фізика Кнута Ангстрема. У 1909 році Андерс отримав ступінь бакалавра в університеті Уппсали. У 1911 році закінчив магістратуру. Викладав у Стокгольмському університеті, був завідувачем кафедри метеорології Державного метеорологічного та гідрологічного інституту (SMHI) Швеції у 1945—1949 роках та директором SMHI у 1949—1954 роках.
Член Шведської королівської академії наук з 1948 року.
Йому приписують винахід піранометра — пристрою для вимірювання прямого і непрямого сонячного випромінювання.
У 1962 році він був нагороджений премією Всесвітньої метеорологічної організації.